# Peter McCloy
Peter McCloy (Girvan, 16 novembre 1946) è un ex calciatore scozzese, di ruolo portiere.

## Carriera

### Club
Trascorse l'intera carriera in Scozia, giocando prevalentemente per i Rangers, con cui collezionò oltre 500 presenze e vinse 3 titoli nazionali e 5 coppe di Scozia.

### Nazionale
Ha vestito la maglia della Nazionale scozzese tra il 1973, prendendo parte a 4 incontri.

## Palmarès

### Club

#### Competizioni nazionali
- Campionato scozzese: 3

Rangers: 1974-1975, 1975-1976, 1977-1978
- Coppa di Scozia: 5

Rangers: 1972-1973, 1975-1976, 1977-1978, 1978-1979, 1980-1981

#### Competizioni internazionali
- Coppa delle Coppe: 1

Rangers: 1971-1972